# Стефан Гріхтінг
Стефан Гріхтінг (нім. Stéphane Grichting, нар. 30 березня 1979, Сьєрре) — колишній швейцарський футболіст, що грав на позиції захисника.
Виступав на батьківщині за клуби «Сьйон» та «Грассгоппер», а також за французький «Осер» і національну збірну Швейцарії.

## Клубна кар'єра
Народився 30 березня 1979 року в місті Сьєрре. Вихованець футбольної школи клубу «Сьйон». Дорослу футбольну кар'єру розпочав у 1996 році в основному складі того ж клубу, в якому провів шість сезонів, взявши участь у 114 матчах чемпіонату. За цей час виборов титул чемпіона Швейцарії і став володарем Кубка Швейцарії.

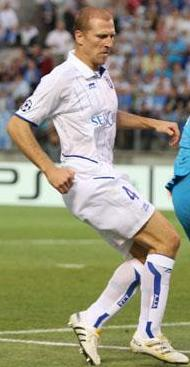
Стефан Гріхтінг під час виступів за «Осер». 17 серпня 2010 року.

У 2002 році Гріхтінг перейшов у французький «Осер». В перший же сезон у французькій команді Гріхтінг завоював Кубок Франції. У сезоні 2004/05 Стефан знову став володарем національного кубка. У перші кілька років Гріхтінг з'являвся на полі приблизно в половині матчів. З 2005 року Стефан став повноцінним гравцем основного складу. За підсумками сезону 2009/10 Гріхтінг з командою зайняв «Осер» зайняв третє місце, а сам Стефан провів 37 матчів у чемпіонаті. У сезоні 2010/11 «Осер» через 8 років знову зміг пробитися в груповий раунд Ліги Чемпіонів, здолавши в раунді плей-оф санкт-петербурзький «Зеніт». У груповому турнірі Стефан провів 6 матчів, але «Осер» зміг здобути лише одну перемогу над голландським «Аяксом» і зайняв 4-е місце.
По закінченні сезону 2011/12 Гріхтінг, після 10 років, проведених в «Осері», вирішив повернутися в чемпіонат Швейцарії в «Грассгоппер». У перший же сезон у складі «коників» Стефан став володарем національного кубка. Провівши у складі «Грассхоппера» 3 сезони Гріхтінг вирішив завершити свою кар'єру.

## Виступи за збірну
У квітні 2004 року Гріхтінг дебютував в офіційних іграх у складі національної збірної Швейцарії в матчі проти збірної Словенії. 
У 2006 році Гріхтінг був включений в заявку збірної Швейцарії для участі у чемпіонаті світу 2006 року.   
У складі збірної був учасником чемпіонату світу 2006 року у Німеччині. На полі в матчах світової першості Гріхтінг з'явився лише раз, вийшовши на 34-й хвилині на заміну в поєдинку 1/8 фіналу проти збірної України, який швейцарці програли в серії пенальті і покинули турнір.
У 2008 році Гріхтінг виступив на чемпіонаті Європи в Австрії та Швейцарії. Знову, як і два роки тому, Гріхтінг зіграв лише в одному матчі, вийшовши на заміну в поєдинку проти збірної Португалії.
На чемпіонаті світу 2010 року у ПАР Гріхтінг був основним захисником національної збірної. У груповому етапі швейцарці створили сенсацію, перемігши майбутніх чемпіонів світу збірну Іспанії 1:0, але це не допомогло швейцарцям пройти в 1/8 фіналу.
Всього провів у формі головної команди країни 45 матчів, забивши 1 гол. Свій єдиний гол забив 5 вересня 2009 року в поєдинку відбірного раунду до чемпіонату світу 2010 року проти збірної Греції.

## Статистика виступів

### Клубна
| Клуб              | Сезон             | Ліга | Ліга | Кубки | Кубки | Єврокубки | Єврокубки | Разом | Разом |
| Клуб              | Сезон             | Ігри | Голи | Ігри  | Голи  | Ігри      | Голи      | Ігри  | Голи  |
| ----------------- | ----------------- | ---- | ---- | ----- | ----- | --------- | --------- | ----- | ----- |
| Сьйон             | 1996/97           | 5    | 0    |       |       | 0         | 0         | 5     | 0     |
| Сьйон             | 1997/98           | 26   | 1    |       |       | 4         | 0         | 30    | 1     |
| Сьйон             | 1998/99           | 22   | 0    |       |       | 0         | 0         | 22    | 0     |
| Сьйон             | 1999/00           | 13   | 1    |       |       | 0         | 0         | 13    | 1     |
| Сьйон             | 2000/01           | 26   | 3    |       |       | 0         | 0         | 26    | 3     |
| Сьйон             | 2001/02           | 32   | 0    |       |       | 0         | 0         | 32    | 0     |
| Сьйон             | Разом             | 124  | 5    | 0     | 0     | 4         | 0         | 128   | 5     |
| Осер              | 2002/03           | 10   | 0    |       |       | 2         | 0         | 12    | 0     |
| Осер              | 2003/04           | 17   | 0    |       |       | 5         | 0         | 22    | 0     |
| Осер              | 2004/05           | 21   | 1    | 1     | 1     | 6         | 0         | 28    | 2     |
| Осер              | 2005/06           | 25   | 0    |       |       | 2         | 0         | 27    | 0     |
| Осер              | 2006/07           | 19   | 0    |       |       | 1         | 0         | 20    | 0     |
| Осер              | 2007/08           | 29   | 0    |       |       | 0         | 0         | 29    | 0     |
| Осер              | 2008/09           | 37   | 0    | 3     | 0     | 0         | 0         | 40    | 0     |
| Осер              | 2009/10           | 37   | 0    | 2     | 0     | 0         | 0         | 39    | 0     |
| Осер              | 2010/11           | 25   | 0    | 1     | 0     | 8         | 0         | 34    | 0     |
| Осер              | 2011/12           | 33   | 0    | 4     | 0     | 0         | 0         | 9     | 0     |
| Осер              | Разом             | 253  | 1    | 11    | 1     | 24        | 0         | 288   | 2     |
| Грассгоппер       | 2012/13           | 33   | 0    | 6     | 1     | 0         | 0         | 39    | 1     |
| Грассгоппер       | 2013/14           | 32   | 0    | 3     | 0     | 4         | 0         | 39    | 0     |
| Грассгоппер       | 2014/15           | 28   | 0    | 2     | 0     | 4         | 0         | 34    | 0     |
| Грассгоппер       | Разом             | 93   | 0    | 11    | 1     | 8         | 0         | 112   | 1     |
| Всього за кар'єру | Всього за кар'єру | 470  | 6    | 22    | 2     | 36        | 0         | 528   | 8     |

### Збірна
| Матчі Стефана Гріхтінга за збірну Швейцарії | Матчі Стефана Гріхтінга за збірну Швейцарії | Матчі Стефана Гріхтінга за збірну Швейцарії | Матчі Стефана Гріхтінга за збірну Швейцарії | Матчі Стефана Гріхтінга за збірну Швейцарії | Матчі Стефана Гріхтінга за збірну Швейцарії | Матчі Стефана Гріхтінга за збірну Швейцарії | Матчі Стефана Гріхтінга за збірну Швейцарії |
| ------------------------------------------- | ------------------------------------------- | ------------------------------------------- | ------------------------------------------- | ------------------------------------------- | ------------------------------------------- | ------------------------------------------- | ------------------------------------------- |
| №                                           | Дата                                        | Місце проведення                            | Опонент                                     | Рахунок                                     | Голи                                        | Хвилини                                     | Змагання                                    |
| 1                                           | 28 липня 2004                               | Женева                                      | Словенія                                    | 2:1                                         | —                                           | 45'                                         | Товариський матч                            |
| 2                                           | 9 лютого 2005                               | Дубай                                       | ОАЕ                                         | 2:1                                         | —                                           | 45'                                         | Товариський матч                            |
| 3                                           | 1 березня 2006                              | Глазго                                      | Шотландія                                   | 3:1                                         | —                                           | 90'                                         | Товариський матч                            |
| 4                                           | 27 травня 2006                              | Базель                                      | Кот-д'Івуар                                 | 1:1                                         | —                                           | 61'                                         | Товариський матч                            |
| 5                                           | 31 травня 2006                              | Женева                                      | Італія                                      | 1:1                                         | —                                           | 20'                                         | Товариський матч                            |
| 6                                           | 3 червня 2006                               | Цюрих                                       | Китай                                       | 4:1                                         | —                                           | 90'                                         | Товариський матч                            |
| 7                                           | 26 червня 2006                              | Кельн                                       | Україна                                     | 0:0 (пен. 0:3)                              | —                                           | 87'                                         | Чемпіонат світу 2006                        |
| 8                                           | 16 серпня 2006                              | Вадуц                                       | Ліхтенштейн                                 | 3:0                                         | —                                           | 19'                                         | Товариський матч                            |
| 9                                           | 2 вересня 2006                              | Базель                                      | Венесуела                                   | 1:0                                         | —                                           | 90'                                         | Турнір чотирьох націй                       |
| 10                                          | 6 вересня 2006                              | Женева                                      | Коста-Рика                                  | 2:0                                         | —                                           | 90'                                         | Турнір чотирьох націй                       |
| 11                                          | 11 жовтня 2006                              | Інсбрук                                     | Австрія                                     | 1:2                                         | —                                           | 50'                                         | Товариський матч                            |
| 12                                          | 7 лютого 2007                               | Дюссельдорф                                 | Німеччина                                   | 1:3                                         | —                                           | 90'                                         | Товариський матч                            |
| 13                                          | 13 жовтня 2007                              | Цюрих                                       | Австрія                                     | 3:1                                         | —                                           | 46'                                         | Товариський матч                            |
| 14                                          | 16 жовтня 2007                              | Базель                                      | США                                         | 0:1                                         | —                                           | 90'                                         | Товариський матч                            |
| 15                                          | 20 листопада 2007                           | Цюрих                                       | Нігерія                                     | 0:1                                         | —                                           | 10'                                         | Товариський матч                            |
| 16                                          | 6 лютого 2008                               | Лондон                                      | Англія                                      | 1:2                                         | —                                           | 36'                                         | Товариський матч                            |
| 17                                          | 24 травня 2008                              | Лугано                                      | Словаччина                                  | 2:0                                         | —                                           | 14'                                         | Товариський матч                            |
| 18                                          | 30 травня 2008                              | Санкт-Галлен                                | Ліхтенштейн                                 | 3:0                                         | —                                           | 29'                                         | Товариський матч                            |
| 19                                          | 15 червня 2008                              | Базель                                      | Португалія                                  | 2:0                                         | —                                           | 7'                                          | Чемпіонат Європи 2008                       |
| 20                                          | 20 серпня 2008                              | Женева                                      | Кіпр                                        | 4:1                                         | —                                           | 90'                                         | Товариський матч                            |
| 21                                          | 6 вересня 2008                              | Тель-Авів                                   | Ізраїль                                     | 2:2                                         | —                                           | 90'                                         | Відбірковий матч ЧС 2010                    |
| 22                                          | 10 вересня 2008                             | Цюрих                                       | Люксембург                                  | 1:2                                         | —                                           | 90'                                         | Відбірковий матч ЧС 2010                    |
| 23                                          | 11 жовтня 2008                              | Санкт-Галлен                                | Латвія                                      | 2:1                                         | —                                           | 90'                                         | Відбірковий матч ЧС 2010                    |
| 24                                          | 15 жовтня 2008                              | Афіни                                       | Греція                                      | 2:1                                         | —                                           | 90'                                         | Відбірковий матч ЧС 2010                    |
| 25                                          | 19 листопада 2008                           | Санкт-Галлен                                | Фінляндія                                   | 1:0                                         | —                                           | 90'                                         | Товариський матч                            |
| 26                                          | 11 лютого 2009                              | Женева                                      | Болгарія                                    | 1:1                                         | —                                           | 45'                                         | Товариський матч                            |
| 27                                          | 28 березня 2009                             | Кишинів                                     | Молдова                                     | 2:0                                         | —                                           | 90'                                         | Відбірковий матч ЧС 2010                    |
| 28                                          | 1 квітня 2009                               | Женева                                      | Молдова                                     | 2:0                                         | —                                           | 90'                                         | Відбірковий матч ЧС 2010                    |
| 29                                          | 12 серпня 2009                              | Базель                                      | Італія                                      | 0:0                                         | —                                           | 90'                                         | Товариський матч                            |
| 30                                          | 5 вересня 2009                              | Базель                                      | Греція                                      | 2:0                                         | 1                                           | 90'                                         | Відбірковий матч ЧС 2010                    |
| 31                                          | 9 вересня 2009                              | Рига                                        | Латвія                                      | 2:2                                         | —                                           | 90'                                         | Відбірковий матч ЧС 2010                    |
| 32                                          | 14 жовтня 2009                              | Базель                                      | Ізраїль                                     | 0:0                                         | —                                           | 90'                                         | Відбірковий матч ЧС 2010                    |
| 33                                          | 3 березня 2010                              | Санкт-Галлен                                | Уругвай                                     | 1:3                                         | —                                           | 90'                                         | Товариський матч                            |
| 34                                          | 1 червня 2010                               | Сьйон                                       | Коста-Рика                                  | 0:1                                         | —                                           | 45'                                         | Товариський матч                            |
| 35                                          | 5 червня 2010                               | Женева                                      | Італія                                      | 1:1                                         | —                                           | 90'                                         | Товариський матч                            |
| 36                                          | 16 червня 2010                              | Дурбан                                      | Іспанія                                     | 1:0                                         | —                                           | 90'                                         | Чемпіонат світу 2010                        |
| 37                                          | 21 червня 2010                              | Порт-Елізабет                               | Чилі                                        | 0:1                                         | —                                           | 90'                                         | Чемпіонат світу 2010                        |
| 38                                          | 25 червня 2010                              | Блумфонтейн                                 | Гондурас                                    | 0:0                                         | —                                           | 90'                                         | Чемпіонат світу 2010                        |
| 39                                          | 11 серпня 2010                              | Клагенфурт                                  | Австрія                                     | 1:0                                         | —                                           | 45'                                         | Товариський матч                            |
| 40                                          | 3 вересня 2010                              | Санкт-Галлен                                | Австралія                                   | 0:0                                         | —                                           | 45'                                         | Товариський матч                            |
| 41                                          | 7 вересня 2010                              | Базель                                      | Англія                                      | 1:3                                         | —                                           | 90'                                         | Відбірковий матч ЧЄ 2012                    |
| 42                                          | 8 жовтня 2010                               | Фінляндія                                   | Чорногорія                                  | 0:1                                         | —                                           | 90'                                         | Відбірковий матч ЧЄ 2012                    |
| 43                                          | 12 жовтня 2010                              | Базель                                      | Уельс                                       | 4:1                                         | —                                           | 90'                                         | Відбірковий матч ЧЄ 2012                    |
| 44                                          | 9 лютого 2011                               | Та'Калі                                     | Мальта                                      | 0:0                                         | —                                           | 30'                                         | Товариський матч                            |
| 45                                          | 26 березня 2011                             | Софія                                       | Болгарія                                    | 0:0                                         | —                                           | 90'                                         | Відбірковий матч ЧЄ 2012                    |

Підсумок: 45 матчів / 1 гол; 21 перемога, 13 нічиїх, 11 поразок.

## Титули і досягнення
- Чемпіон Швейцарії (1):

«Сьйон»: 1996-97
- Володар Кубка Швейцарії (2):

«Сьйон»: 1996-97
«Грассгоппер»: 2012–13
- Володар Кубка Франції (2):

«Осер»: 2002–03, 2004–05